# Caribseba tropica
Caribseba tropica är en kräftdjursart som först beskrevs av Harold Hall McKinney 1980.  Caribseba tropica ingår i släktet Caribseba och familjen Sebidae. Inga underarter finns listade i Catalogue of Life.